# Волков, Игорь Александрович
Волков Игорь Александрович (узб. Volkov Igor Aleksandrovich; 23 августа 1971 года; Узбекская ССР, СССР) — узбекистанский и российский футболист, универсал.

## Карьера
Начинал карьеру в 1990 году в составе каршинского «Геолога», за который выступал два сезона, сыграл в 56 матчах и забил 11 голов. В 1992—1993 годах выступал за ташкентский «Пахтакор» — сыграл в 46 матчах и забил 7 голов. В сезоне 1994 года был игроком ферганского «Нефтчи» и маргиланского «Атласчи».
В конце 1994 года перешёл в московское «Торпедо» и выступал за этот клуб до 1996 года. Сыграл за основную команду 31 матч и забил 2 гола. Позднее выступал за «Торпедо-Д». В 1998—1999 годах выступал за ряд российских клубов. В 2000 году вернулся в Узбекистан и стал игроком бекабадского «Металлурга». В 2004 году выступал за белорусский «Днепр-Трансмаш». В 2007—2008 годах выступал в составе любительского российского клуба «Росич» из Москвы.

## Карьера в сборной
25 октября 1992 года дебютировал за сборную во встрече против Туркменистана, выйдя на замену во втором тайме.